# Henryk Hryniewski

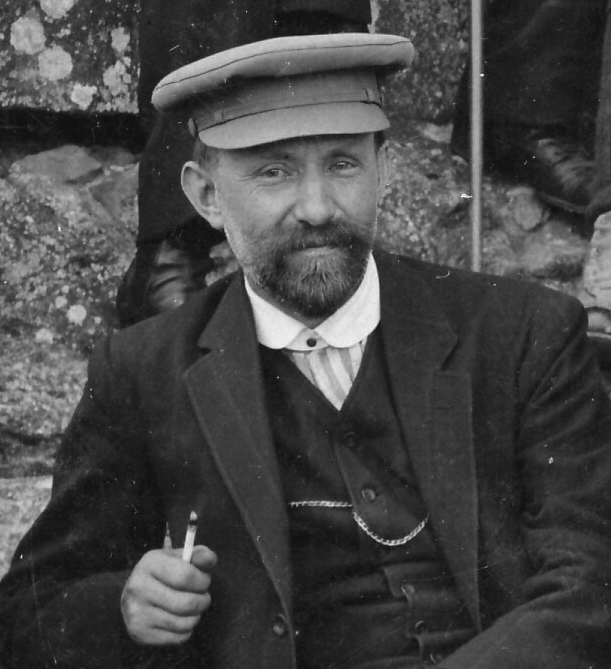
Henryk Hryniewski, năm 1914

Henryk Hryniewski (22 tháng 11 năm 1869 - 4 tháng 3 năm 1937) là một họa sĩ và nghệ sĩ đồ họa người Ba Lan-Georgia. Ông bị bắt và bị xử tử trong cuộc Đại thanh trừng theo lệnh của Joseph Stalin.

## Tiểu sử
Hryniewski sinh ra trong một gia đình yêu nước Ba Lan lưu vong ở thành phố Kutaisi. Từ năm 1895 đến năm 1898, ông theo đuổi nghệ thuật và kiến trúc tại Florence và Karlsruhe.

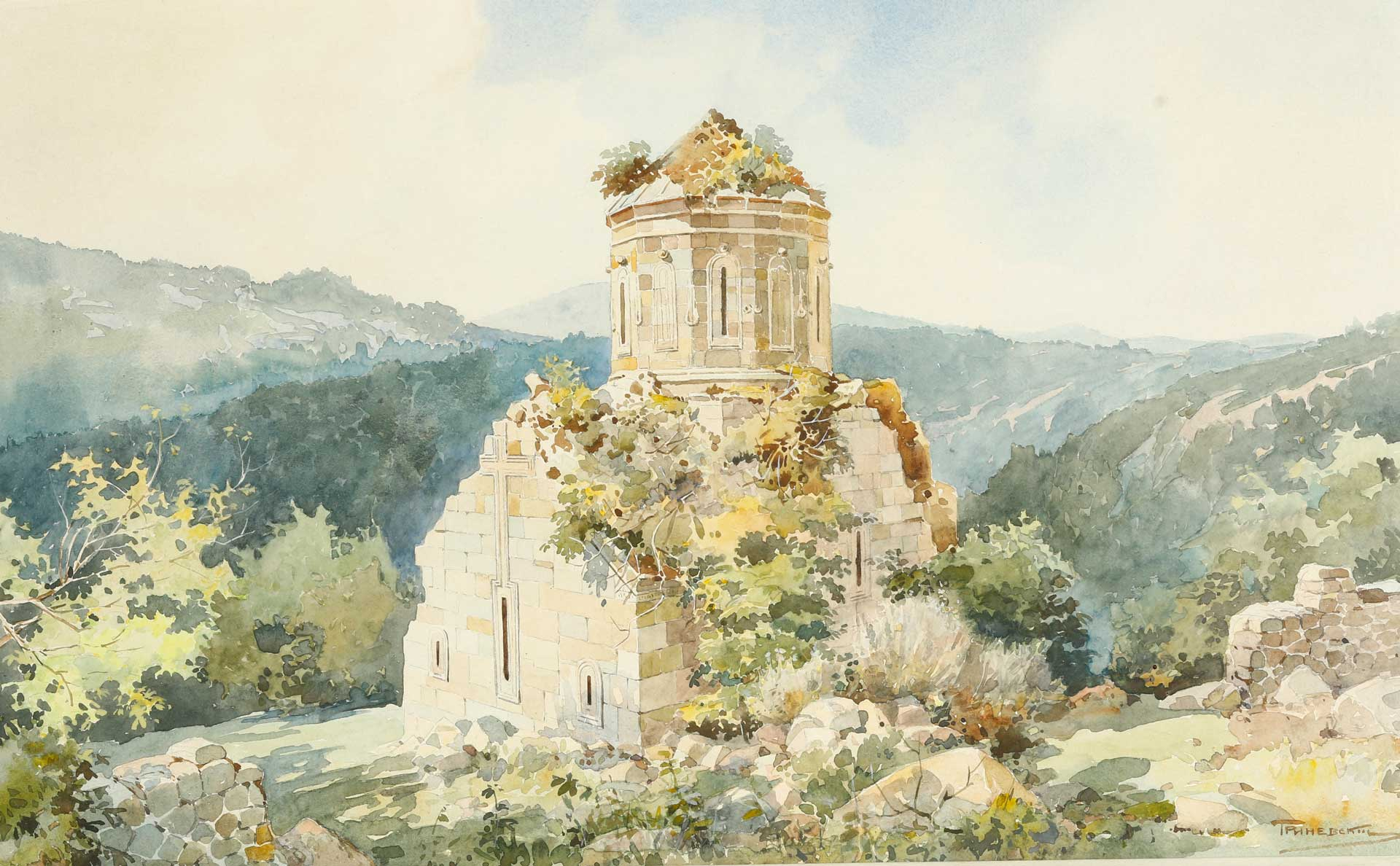
Nhà thờ Bieti (Hryniewski, 1901)

Hryniewski là thành viên của Ủy ban đặc biệt bảo vệ di sản văn hóa của thành phố Tbilisi. Ông đã nghiên cứu kiến trúc nhà thờ và dân gian của Gruzia, đồng thời tái tạo lại "Kiến trúc cổ của Georgia". Hrynievski phản đối một chương trình cải cách tư tưởng trong Học viện Nghệ thuật Bang Tbilisi (trước đây là Học viện Mỹ thuật Tbilisi) do chính quyền Xô viết thúc đẩy. Ông bị bắt và bị xử bắn trong cuộc Đại thanh trừng của Joseph Stalin. Vợ nghệ sĩ là bà Maria Perini (1873-1939), một vũ công người Ý và là người sáng lập xưởng ba lê đầu tiên ở Tbilisi, ngay lập tức bị lưu đày khỏi Georgia sau khi chồng bà bị bắt.